# SMS Dresden (1907)
L'SMS Dresden, batejat amb el nom de la ciutat alemanya Dresden, va ser un creuer lleuger de la Classe Dresden produït poc abans de la Primera Guerra Mundial.

## Servei
Va ser utilitzat al princip de la guerra per atacar mercants enemics al Carib i la costa de Sud-amèrica. També va participar en les batalles de Coronel i de les Malvines. Escapant dels vaixells britànics es va refugiar entre les illes del sud de Xile. Sense combustible i amb problemes mecànics va ser finalment enfonsat per la seva tripulació el 14 de març de 1915 a la batalla de Coronel.

## Galeria

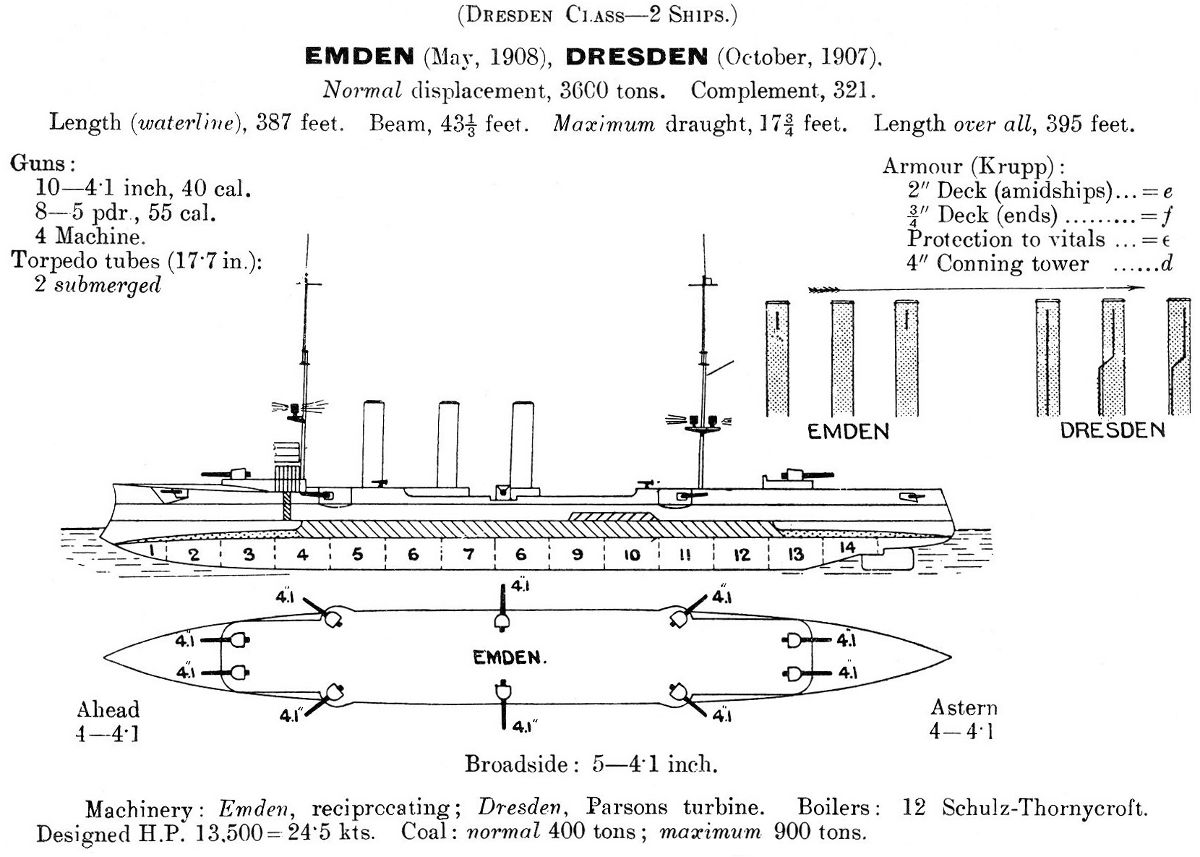
Diagrama del creuer lleuger Dresden
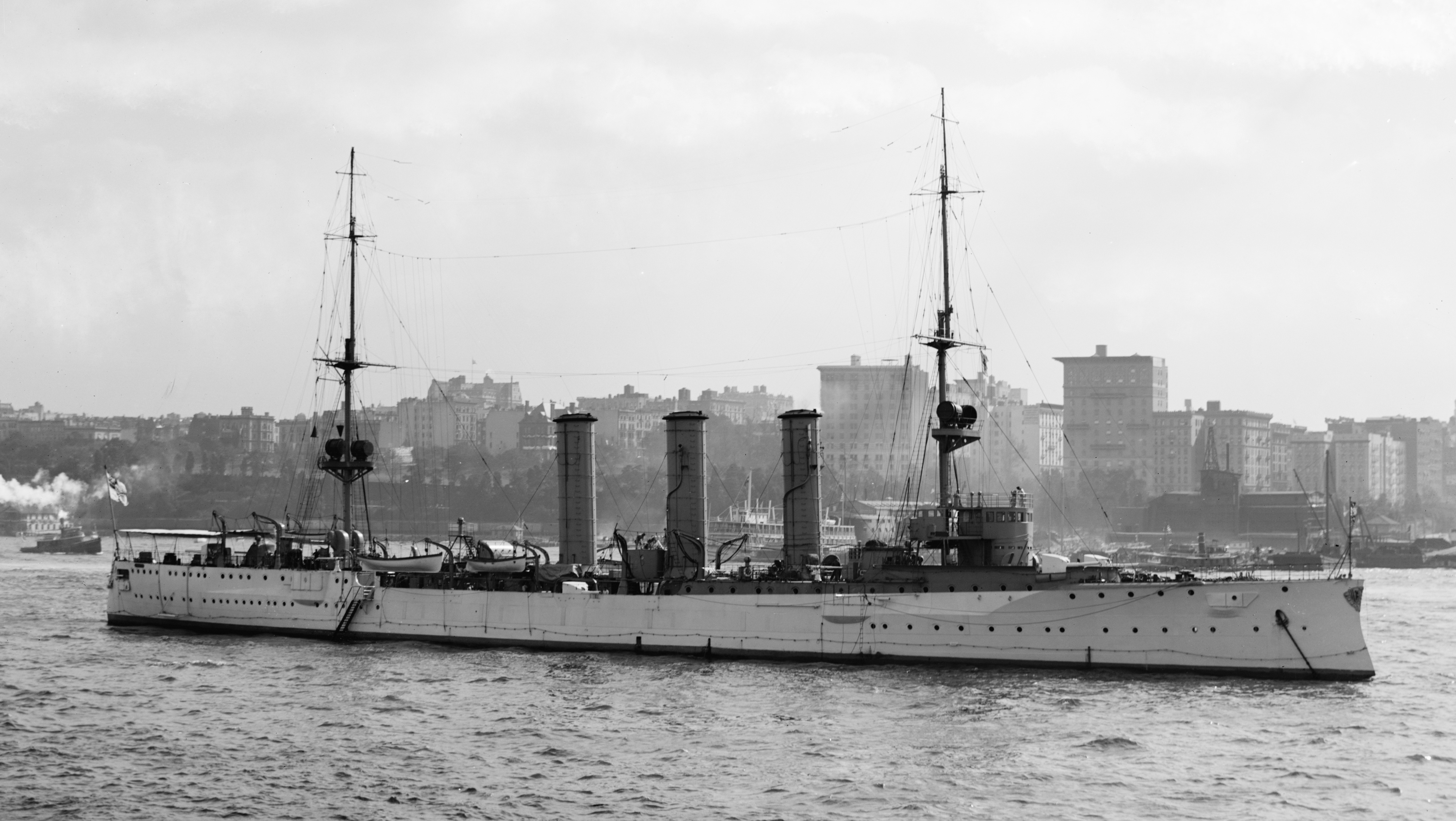
El Dresden al port de Nova York l'any 1909